# Jagodinai-barlang
A Jagodinai-barlang (bolgárul: Ягодинска пещера) Bulgária harmadik leghosszabb barlangja, a Rodope-hegységben található. Nevét Jagodina településről kapta. Az 10 500 méter hosszú föld alatti járatrendszer bejárata 930 méter tengerszint feletti magasságban nyílik, ezért a barlang viszonylag hűvös, a barlangi levegő hőmérséklete 6 °C. Turisztikailag hasznosított, járdákkal, villanyvilágítással ellátott barlang, egész évben nyitva áll az érdeklődők előtt. Híresek jellegzetes cseppkő-képződményei, például a Télapó, Hófehérke, a hét törpe, Szűz Mária, Jézus, tavaszköszöntő martenicafigurák, különböző állatok, stb. A barlang fontos telelőhelye a denevéreknek, mintegy 11 denevérfaj tanyázik a járatokban. 
A Jagodinai-barlang háromszintű, a turisták számára az 1980-as években nyitották meg az alsó szint mintegy 1,1 kilométeres szakaszát, a turisztikailag hasznosított rész könnyű elérését két mesterséges alagút biztosítja. 
A barlang alsó része régóta ismert az emberek körében. A régészek a barlang eredeti bejáratánál egy, az időszámításunk előtti 4. századból származó kézművestelep maradványait találták meg, feltételezhető, hogy az egykori fazekasok a barlangban található jó minőségű agyagot használták munkájuk során. A Jagodinai-barlangot 1963-ban a Csepelarei Barlangász Klub térképezte fel, ekkoriban mintegy 8,5 kilométert sikerült feltárniuk, az 1980-as években bővítették ezt tovább a kutatók 2 kilométerrel. A barlang korát 275 ezer évre becsülik.

## Fordítás
- Ez a szócikk részben vagy egészben  a   Yagodinska_Cave című angol Wikipédia-szócikk fordításán alapul.  Az eredeti cikk szerkesztőit annak laptörténete sorolja fel. Ez a jelzés csupán a megfogalmazás eredetét és a szerzői jogokat jelzi, nem szolgál a cikkben szereplő információk forrásmegjelöléseként.
- Ez a szócikk részben vagy egészben  a(z)   Ягодинска_пещера című bolgár Wikipédia-szócikk fordításán alapul.  Az eredeti cikk szerkesztőit annak laptörténete sorolja fel. Ez a jelzés csupán a megfogalmazás eredetét és a szerzői jogokat jelzi, nem szolgál a cikkben szereplő információk forrásmegjelöléseként.